# البنك المركزي النيجيري

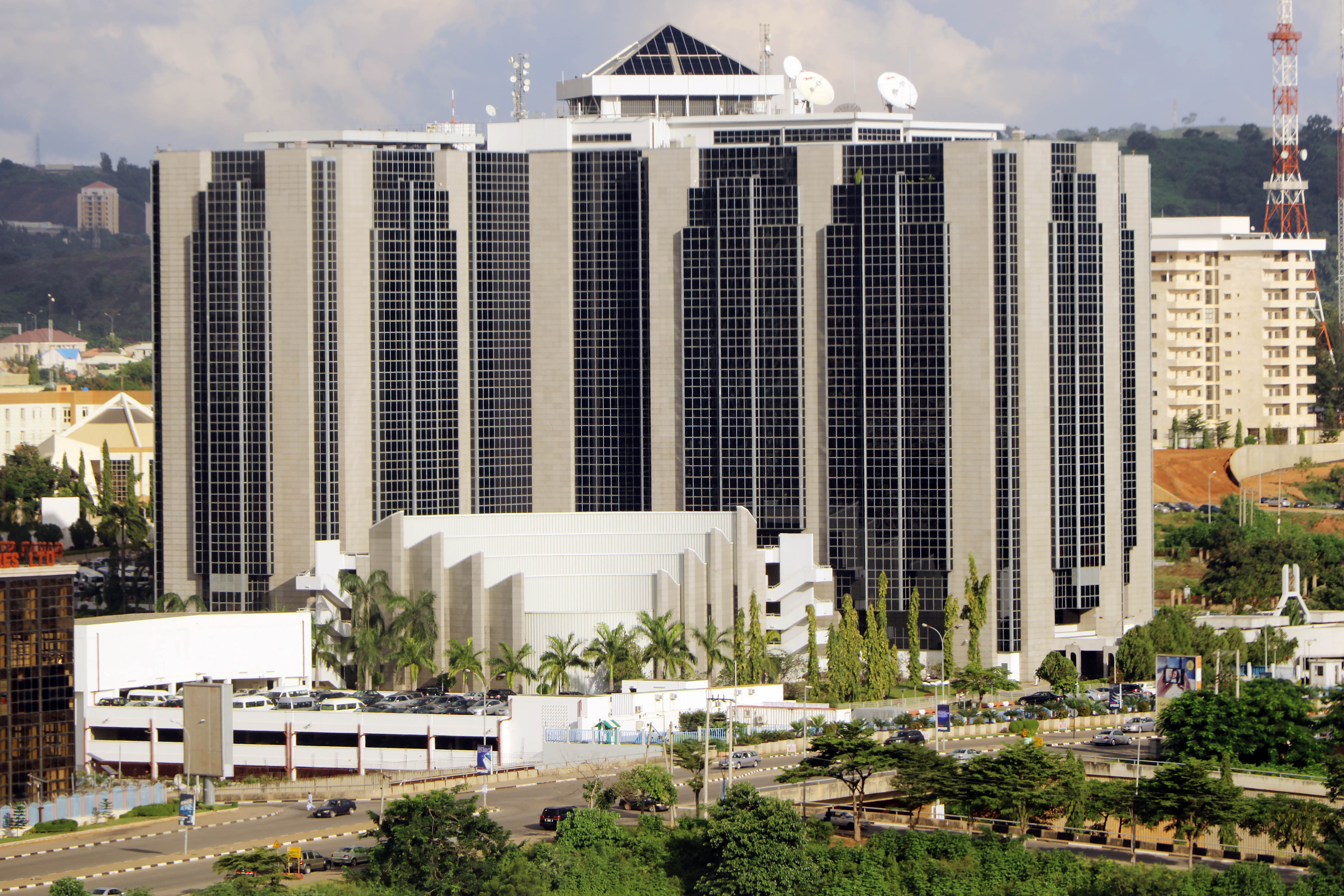
البنك المركزي النيجيري

البنك المركزي النيجيري هو البنك المركزي والسلطة النقدية العليا لنيجيريا، بدأ عملياته في 1 يوليو 1959.
تتمثل الأهداف التنظيمية الرئيسية للبنك كما هو مذكور في قانون البنك فيما يلي: الحفاظ على الاحتياطيات الخارجية للبلد، وتعزيز الاستقرار النقدي وبيئة مالية سليمة، والعمل كبنك الملاذ الأخير والمستشار المالي للحكومة الفيدرالية. إن دور البنك المركزي كمقرض الملاذ الأخير والاستشاري للحكومة الفدرالية دفعه أحيانًا إلى المياه التنظيمية الغامضة. بعد انتهاء الحكم الإمبراطوري، أصبحت رغبة الحكومة في أن تكون نشطة في تنمية الاقتصاد واضحة خاصة بعد نهاية الحرب الأهلية النيجيرية، اتبع البنك رغبة الحكومة وبذل جهدًا حازمًا لتكملة أي انخفاضات قصيرة في مخصصات الائتمان للقطاع الحقيقي. سرعان ما انخرط البنك في الإقراض مباشرة للمستهلكين، مما يتعارض مع نيته الأصلية للعمل من خلال البنوك التجارية في الأنشطة التي تنطوي على الإقراض الاستهلاكي. ومع ذلك، كانت السياسة سياسة التوطين في ذلك الوقت. ومع ذلك، فإن الحكومة من خلال البنك المركزي تشارك بنشاط في بناء مراكز المال والأسهم في البلاد، وتشكيل هيئة تنظيم الأوراق المالية وإدخال أدوات الخزانة في سوق رأس المال.

## روابط خارجية
- الموقع الرسمي: البنك المركزي النيجيري